# Romano Fenati
Romano Fenati (Ascoli Piceno, 15 de janeiro de 1996) é um motociclista italiano.
Depois de estrear na bicicleta do bolso em 2003 e tem participado em vários troféus a nível nacional, em 2010 fez a sua estreia na classe 125GP da velocidade campeonato italiano com Aprilia da equipa Ellegi Racing, terminando em 13º lugar. Em 2011, ele corre no mesmo campeonato com a equipe Gabrielli, terminando em segundo lugar na classificação com quatro vitórias. No mesmo ano, ele participou da mesma classe do campeonato espanhol de velocidade, terminando em 7º lugar geral, e venceu o único teste realizado no circuito espanhol de Albacete, válido para o campeonato espanhol e título europeu.
Fez a sua estreia no Campeonato do Mundo de Moto2 na Moto3 , contratado pela equipa italiana FMI, que lhe confiou um FTR M312 ; o companheiro de equipe é Alessandro Tonucci. Na estreia, no Grande Prémio do Qatar , ocupa o segundo lugar atrás de Maverick Viñales. Na segunda corrida da temporada, o Grande Prémio de Espanha em Jerez de la Frontera , recebe sua primeira vitória em uma corrida do campeonato. [4] Na Itália, ele vem em segundo, enquanto em San Marino ele termina em 3º, obtendo o 4º pódio da temporada. Termina a temporada em 6º lugar com 136 pontos.
Em 2013, ele permanece no mesmo time, com o companheiro de equipe Francesco Bagnaia. Ele obtém o quinto lugar no Japão como melhor resultado e termina a temporada em 10º lugar com 73 pontos.
Em 2014 ele se juntou ao SKY Racing Team VR46, dirigindo um KTM RC 250 GP. Ele consegue um segundo lugar no Grande Prémio das Américas e a sua segunda vitória na classe de Moto3 do MotoGP no Grande Prémio da Argentina. Na semana seguinte, ele repete no Grande Prêmio da Espanha , obtendo assim sua terceira vitória na carreira. Também vence na Itália. A Indianapolis vem em segundo lugar. No Grande Prémio de Motos de Aragão, consegue a sua quinta vitória na carreira. Termina a temporada em 5º lugar com 176 pontos.
Em 2015, ele permanece no mesmo time, com o companheiro de equipe Andrea Migno. Obtém uma vitória na França , dois terceiros lugares ( Itália e Aragão) e uma pole position no Japão. Fecha a temporada em quarto lugar com 176 pontos.
Em 2016, ele permanece no mesmo time, com os companheiros Migno e Nicolò Bulega. Obtém uma vitória no Grande Prêmio das Américas, um segundo lugar na França e uma pole position na Itália. Ele não participa do GP da Áustria como suspenso pelo SKY Racing Team VR46 por diferenças com o próprio time. Após a suspensão, em 18 de agosto, o SKY Racing Team VR46 anunciou a divisão do relacionamento com a Fenati, em seu lugar foi designado, a partir do GP da Grã-Bretanha, Lorenzo Dalla Porta. Os pontos obtidos na primeira parte da temporada permitem que ele termine no décimo lugar na classificação dos pilotos.
A 10 de setembro de 2016, a equipa de MotoGP da Ongetta Rivacold anunciou que assinou um acordo com o piloto da Ascoli para voltar a competir no Campeonato do Mundo de Moto3 em 2017.
A temporada de 2017 começa com um quinto lugar no Catar e um sétimo na Argentina, seguido pelo retorno ao degrau mais alto do pódio no Grande Prêmio das Américas, em Austin. Em Jerez, a Espanha volta ao pódio com o segundo lugar atrás de Aron Canet. Em seguida, ele recebe quatro segundos lugares seguidos (Catalunha, Holanda, Alemanha e República Tcheca) antes de voltar a vencer no GP de San Marino e depois no Japão. Fecha a temporada em segundo lugar na classificação de pilotos com 248 pontos obtidos.
Em 2018, mudou - se para a Moto2 , pilotando o Kalex da equipe Marinelli Snipers. Em 9 de setembro, durante a corrida de Misano , após uma série de escaramuças com Stefano Manzi , ele se juntou a ele na reta e agarrou o freio de sua moto, enquanto os pilotos foram lançados a mais de 200 km / h. A ação realizada, que põe em risco a segurança de seu adversário, envolve a exposição da bandeira negra e a desqualificação de Fenati do Grande Prêmio e dos dois subsequentes. O dia após a corrida, ambos os atiradores, equipe para a temporada de 2018, a MV Agusta, o futuro da equipe no ano de 2019, decidiu encerrar o contrato, como resultado da grave piloto gesto Ascoli. [10]No dia 11 de setembro ele decide se despedir do mundo das motocicletas, voltando a trabalhar na loja de ferragens da família. O Tribunal Federal de Federmoto decidiu retirar a licença necessária para participar de corridas motorizadas na Fenati, contestando a violação do artigo 1.2 do Regulamento de Justiça.